# Trichoclinocera
Trichoclinocera är ett släkte av tvåvingar. Trichoclinocera ingår i familjen dansflugor.

## Dottertaxa tillTrichoclinocera, i alfabetisk ordning[1][2]
- Trichoclinocera agilis
- Trichoclinocera asiatica
- Trichoclinocera brunnipennis
- Trichoclinocera cascadensis
- Trichoclinocera ctenistes
- Trichoclinocera cummingi
- Trichoclinocera cyanescens
- Trichoclinocera dasycoxa
- Trichoclinocera dasyscutellum
- Trichoclinocera dolicheretma
- Trichoclinocera falcata
- Trichoclinocera feuerborni
- Trichoclinocera fumosa
- Trichoclinocera fuscipennis
- Trichoclinocera glaucescens
- Trichoclinocera hamifera
- Trichoclinocera lapponica
- Trichoclinocera longipes
- Trichoclinocera minor
- Trichoclinocera naumanni
- Trichoclinocera nepalensis
- Trichoclinocera ozarkensis
- Trichoclinocera pectinifemur
- Trichoclinocera rostrata
- Trichoclinocera rupestris
- Trichoclinocera saltans
- Trichoclinocera serrata
- Trichoclinocera stackelbergi
- Trichoclinocera tadjikistana
- Trichoclinocera taiwanensis
- Trichoclinocera yunnata